# Юрьев, Борис Николаевич
Бори́с Никола́евич Ю́рьев (29 октября (10 ноября) 1889 года, Смоленск — 14 марта 1957 года, Москва) — русский и советский учёный-авиатор, действительный член Академии наук СССР (1943), генерал-лейтенант инженерно-технической службы (1944). Ученик и зять Н. Е. Жуковского.
В современной России и бывшем СССР считается изобретателем автомата перекоса (1911) — устройства, сделавшего возможным постройку вертолётов с характеристиками устойчивости и управляемости, приемлемыми для безопасного пилотирования рядовыми лётчиками.

## Биография
Борис Юрьев родился в дворянской семье, владевшей имением в Смоленской губернии. Отец, штабс-капитан Николай Александрович, имел патенты на изобретения и публиковал статьи по усовершенствованию артиллерии.
В 1898 году семья Юрьевых переезжает в Коломну. После двух лет обучения в местной гимназии, в 1900 году Борис поступил кадетом во Второй Московский кадетский корпус, который окончил в 1907 году — пятым из 45, с похвальным листом и наградой.
С 1907 года учился в Московском техническом училище, где стал активным членом воздухоплавательного кружка Жуковского. В мае 1911 года Б. Н. Юрьев руководил подготовкой полётов аэроплана, построенного кружковцами. В том же 1911 году, в журнале «Автомобиль и воздухоплавание», появилась первая публикация Юрьева «О наиболее полезном грузе, поднимаемом аэропланами и геликоптерами при данной силе мотора». В ней впервые был употреблён термин аэробус. В этом же году Юрьев сделал заявку, патентуя геликоптер своей системы по, ставшей позже — классической, схеме одновинтового вертолёта с автоматом перекоса несущего винта и рулевым винтом. В газетах «Новое время» и «Русский инвалид» в 1912 году появилась заметка о подготовке воздухоплавательного кружка ко Второму Всероссийскому воздухоплавательному съезду: «Студент Императорского технического училища Юрьев изобрёл геликоптер, то есть вертикальный винт для аэроплана. Этот винт даёт возможность подняться с места и оставаться на какой угодно высоте. Профессор Жуковский проверил эту работу и одобрил её…». Модель вертолёта в натуральную величину демонстрировалась на Международной выставке воздухоплавания принесла автору золотую медаль за разработку проекта.
С началом Первой мировой войны Юрьева отправили служить в крепость Новогеоргиевск, затем — в эскадру тяжёлых самолётов «Илья Муромец». Летом 1915 года при обороне крепости Новогеоргиевск он попал в плен. После возвращения в Россию в декабре 1918 года Юрьев работал над проектом «Четырёхмоторный тяжёлый самолёт», который защитил как выпускной 5 мая 1919 года. Жуковский оставил его в училище лаборантом, а осенью Юрьев начал преподавать в только что основанном Московском авиатехникуме, затем в техническом училище, а с 1920 года — в созданной Жуковским Военно-воздушной академии.
В 1919 году Юрьев начал работать в ЦАГИ: он возглавил группу, которая положила начало экспериментальному аэродинамическому отделу. На основе экспериментов и теоретических изысканий в 1922 году Юрьевым был предложен метод расчёта винтов, позволяющий легко учитывать влияние трения на струю винта и на скорость вращения струи. Он разработал относительную вихревую теорию, издал учебники «Воздушные винты» и «Экспериментальная аэродинамика».
В 1926 году в ЦАГИ была организована группа для разработки геликоптера по схеме, предложенной Юрьевым. В результате были определены три наиболее перспективные схемы: одновинтовой аппарат с рулевым винтом и автоматом перекоса, двухвинтовой и восьмивинтовой. Эти исследования дали возможность построить геликоптер «ЦАГИ 1-ЭА» (ЭА — экспериментальный аппарат); 14 августа 1932 года первый советский вертолётчик А. М. Черёмухин в полёте поднял машину на 605 метров и установил рекорд высоты.
Б. Н. Юрьев участвовал в организации МАИ (где преподавал в 1930—1940 годах). Он — основатель кафедры экспериментальной аэродинамики и гребных винтов (позднее — аэродинамики) МАИ и первый её заведующий (1930—1939). Выполнивший под руководством Б. Н. Юрьева в МВТУ дипломную работу А. К. Мартынов впоследствии вспоминал о своём научном наставнике:

Щедро одарённый от природы, обладавший недюжинной памятью, трудолюбивый, что позволило ему стать эрудированным в широком диапазоне наук. В то же время, это был добрый и отзывчивый человек, обладавший неуёмной энергией и способный добиваться поставленной цели с исключительной волей. <…> меня огорчало его согласие на любые мои решения, хотя они вызывали часто большие сомнения, и мне хотелось жёсткой критики. Юрьев был конечно прав, его первейшей обязанностью было приучить нас к самостоятельности

В 1939 году ему присвоили звание бригадного инженера, в 1940 году удостоили звания Заслуженного деятеля науки РСФСР.
Юрьеву удалось добиться организации специализированного конструкторского бюро по проектированию летательных аппаратов вертикального взлёта и посадки. Приказом Народного комиссариата авиационной промышленности (НКАП) СССР от 17 декабря 1939 года было создано ОКБ-3, которым Юрьев руководил несколько месяцев.
Постановлением Комитета обороны от 4 марта 1940 года Б. Н. Юрьеву, И. П. Братухину и директору МАИ М. Ф. Семичастнову выдано техническое задание на постройку двухместного геликоптера с двумя двигателями МВ-6 с максимальной скоростью 150 км/ч, дальностью до 200 км и потолком 4500 метров. Предписывалось в чрезвычайно сжатые сроки построить две машины; первый прототип требовалось представить на испытания к 1 мая 1941-го, а второй — к 1 июля этого же года.
В связи с большой занятостью оставил руководство ОКБ-3, передав дела И. П. Братухину, который и возглавил конструкторское бюро.
С наступлением вермахта летом 1941 года эвакуировался с Военно-воздушной академией в Свердловск. В эвакуации занимался разработкой и строительством аэродинамической лаборатории, научными разработками для нужд обороны.
В 1942—1949 годах генерал-лейтенант инженерно-технической службы Б. Н. Юрьев занимал должность заместителя начальника Военно-воздушной инженерной академии имени Н. Е. Жуковского.
В 1944—1950 годах — председатель Комиссии по истории техники АН СССР, с 1950 года — заведующий лабораторией прикладной аэродинамики в Институте механики АН СССР. Вошёл в Первоначальный состав Национального комитета СССР по теоретической и прикладной механике (1956)
За свою жизнь Б. Н. Юрьев подал свыше 40 заявок на изобретения, получил 11 патентов, 2 авторских и 2 охранных свидетельства. Среди его изобретений — ручка управления одновременно несколькими двигателями многовинтового вертолёта, привязной геликоптер с реактивным винтом, реактивный винт, новая схема самолёта-вертолёта и другие.
Урна с его прахом была захоронена на Новодевичьем кладбище в Москве (3 уч. 53 ряд), памятник над могилой — скульптор М. Оленин.

## Награды и звания
- два ордена Ленина (21 ноября 1942; 19 сентября 1953)
- орден Отечественной войны I степени (10 июня 1945)
- орден Красной Звезды (25 мая 1936)
- медали
- Сталинская премия II степени (22 марта 1943) — за научный труд: «Руководство для конструкторов», опубликованный в 1940, 1941 и 1942 годах
- Сталинская премия II степени (1946) — за создание нового типа самолёта-геликоптера
- заслуженный деятель науки и техники РСФСР (1940)
- 27 сентября 1943 года избран действительным членом АН СССР по отделению технических наук (аэродинамика, авиация)

## Память
- В 1961 году в Москве на здании аэродинамического корпуса МАИ была открыта мемориальная доска из тёмного лабрадора с текстом «Здесь работал академик Борис Николаевич Юрьев, основатель и первый научный руководитель аэродинамической лаборатории МАИ» (скульптор М. П. Оленин)[8].
- В Смоленске именем Б. Н. Юрьева названа улица в Заднепровском районе.

## Галерея
- Академик Юрьев на конверте Почты СССР (1989)
- Геликоптер Юрьева
- Обстановка мемориального кабинета Б. Н. Юрьева в музее МАИ
- Могила Юрьева на Новодевичьем кладбище